# Marlene Dumas
Marlene Dumas (sinh năm 1953) là một họa sĩ và nghệ sĩ người Nam Phi.

## Cuộc sống và công việc
Dumas sinh năm 1953 tại Cape Town, Nam Phi, và lớn lên ở Kuils River ở Western Cape, nơi cha bà có một vườn nho. Bà học nghệ thuật tại Đại học Cape Town từ 1972 đến 1975, và sau đó tại Ateliers '63 ở Haarlem, Bắc Hà Lan, Hà Lan. Bà học môn tâm lý học tại Đại học Amsterdam vào năm 1979-1980.
Bà thường sử dụng tài liệu tham khảo từ các bức ảnh polaroid của bạn bè và người yêu của mình, trong khi bà cũng tham khảo các tạp chí và tài liệu khiêu dâm. Marlene Dumas cũng vẽ chân dung trẻ em và những cảnh khiêu dâm để tác động đến thế giới nghệ thuật đương đại. Bà đã nói rằng tác phẩm của bà được đánh giá cao hơn cả bản gốc vì nhiều tác phẩm tình dục nhỏ hơn của bà tỏ ra rất thân mật.
Triển lãm bảo tàng lớn đầu tiên của bà, một cuộc khảo sát giữa người chăm sóc mang tên "Đo mộ của chính bạn", được khai trương vào tháng 6 năm 2008 tại Bảo tàng Nghệ thuật Đương đại, Los Angeles và chuyển đến Bảo tàng Nghệ thuật Hiện đại ở Thành phố New York.
Tác phẩm Dumas Jule-die Vrou (1985) được bán thành công, đưa Dumas trở thành một trong ba nữ nghệ sĩ còn sống có tác phẩm thương mại được định giá hơn 1 triệu USD.